# Alianza Popular de Integración Nacional
La Alianza Popular de Integración Nacional (APIN) fue coalición electoral boliviana de derecha.
La APIN fue formada en 1979 por:
- Movimiento Agrario Revolucionario del Campesinado Boliviano (MARC)
- Falange Socialista Boliviana (FSB, facción liderada por Mario Gutiérrez Gutiérrez)
- Unidad Democrática Cristiana (UDC)[1]

En 1979 presentó a René Bernal Escalante (MARC) como candidato presidencial, y Mario Gutiérrez Gutiérrez (FSB) como candidato a vicepresidente.